# Ragnar Malm
Ragnar Malm (Stockholm, 14 mei 1893 – Uppsala, 30 maart 1959) was een Zweeds wielrenner.
Malm won tijdens de Olympische Zomerspelen 1912 in eigen land de gouden medaille in de wegwedstrijd voor ploegen, individueel eindigde hij als achtste.
Acht jaar later tijdens de volgende Olympische Zomerspelen won Malm de zilveren medaille in de landenwedstrijd en eindigde hij als zevende.
In 1924 won Malm de bronzen medaille wederom in de landenwedstrijd.
Malm is mes zes zeges in de wielerwedstrijd  Scandinavian Race Uppsala mede recordhouder.
1912: Friborg, Malm, Persson, Lönn ·
1920: Souchard, Canteloube, Detreille, Gobillot ·
1924: Blanchonnet, Hamel, Wambst ·
1928: Hansen, Nielsen, Jørgensen ·
1932: Pavesi, Segato, Olmo ·
1936: Charpentier, Lapébie, Dorgebray ·
1948: Wouters, De Lathouwer, Van Roosbroeck ·
1952: Noyelle, Grondelaers, Victor ·
1956: Geyre, Moucheraud, Vermeulin